# 콩고 민주 공화국 비밀정보국
콩고 민주공화국 비밀정보국(Agence nationale de renseignements)은 1960년 처음 설치되어 이후 1997년에 부분성 편제 개편된 현재 콩고 민주 공화국 주요 정치의 한 축을 담당하는 최대 비밀 정보기관이다.

## 같이 보기
- 자이레 공화국
- 콩고 민주공화국